# Aline Motta
Aline Motta (Niterói, 1974) é artista visual e combina diferentes técnicas e práticas artísticas, mesclando fotografia, videoarte, instalação, performance, arte sonora, colagem, impressos e materiais têxteis. Sua investigação busca revelar outras corporalidades, criar sentido, ressignificar memórias e elaborar outras formas de existência.

## Biografia
Aline de Souza Motta vive e trabalha em São Paulo atualmente. É bacharel em Comunicação Social pela UFRJ e pós-graduada em Cinema pela The New School University (NY). Trabalhou como continuísta em sets de filmagem por mais de 15 anos.
A artista constrói uma produção com base autobiográfica mas que, ao mesmo tempo, dialoga com a história coletiva da formação social brasileira. Enquanto mulher negra, investiga a memória e a história da sua própria família, e acaba desvelando o retrato da memória de mais de 50% das famílias brasileiras, que têm início em um episódio brutal de nossa história, a escravização dos povos negros da África.
“Se quebro com o silêncio, que identidades se tornam possíveis? O que pode vir à tona quando estou à procura de mim mesma? Entre os sussurros dos que vieram antes de mim, os espaços que foram impedidos de ocupar, as narrativas que foram borradas, o que resta como possibilidade de expressão e linguagem? À medida que me apodero desse corpo político que resiste e atravessa os tempos, ele se torna território de experimentação artística. A matriz que se transfere em mim, impregnada de ambiguidades e sombras, passagens entre-mundos, busca revelar outras corporalidades, criar sentido, ressignificar memórias e elaborar outras formas de existência. Me faço visível, quem me vê?” (Aline Motta)
Foi contemplada com o Programa Rumos Itaú Cultural 2015/2016, com a Bolsa ZUM de Fotografia do Instituto Moreira Salles 2018 e com 7º Prêmio Indústria Nacional Marcantonio Vilaça 2019. Recentemente participou de exposições importantes como "Histórias Feministas, artistas depois de 2000" - MASP, “Histórias Afro-Atlânticas” - MASP/Instituto Tomie Ohtake e "O Rio dos Navegantes" - Museu de Arte do Rio/MAR.

## Exposições

### Exposições Individuais
2020
- "Filha Natural #1" - Biblioteca Mario de Andrade - São Paulo/SP - Curadoria: Thiago Barbalho

2019
- "Em três tempos: memória, viagem e água" - Centro Cultural TCU/Brasília/DF - Curadoria: Alexandre Araujo Bispo
- "Pontes sobre Abismos", fotografias - Sesc Santana/SP

2018
- “Filha Natural” – Centro Cultural São Paulo – Júri de Seleção: Agnaldo Farias, Lisette Lagnado, Luiza Proença

### Exposições Coletivas
2020
- "Narrativas em Processo – Livro de Artista na Coleção Itaú Cultural" - Museu de Arte de Santa Catarina (MASC) - Curadoria: Felipe Scovino

2019
- "Histórias Feministas, artistas depois de 2000" - MASP - curadoria: Isabella Rjeille
- "Filmes e Vídeos de Artistas na Coleção Itaú Cultural" - MAM/RJ - Curadoria: Roberto Moreira S. Cruz
- "Narrativas em Processo – Livro de Artista na Coleção Itaú Cultural" - Palácio das Artes/MG, MAMAM/PE - Curadoria: Felipe Scovino
- "Pretatitude" - Sesc Vila Mariana / Sesc Santos - Curadoria: Claudinei Roberto da Silva
- "Cuerpo Celeste" - aarea.com e 45º Salón Nacional de Artes Colômbia - curadoria: Livia Benedetti, Marcela Vieira, Ana María Montenegro Jaramillo
- "Estratégias do Feminino" - Farol Santander Porto Alegre/RS - Curadoria: Daniela Thomas, Fabricia Jordão, Helena Severo e Rita Sepulveda
- 2ª Bienal do Barro - Caruaru/PE - Curadoria: Marcio Harum

2018
- "Histórias Afro-Atlânticas" - MASP/Instituto Tomie Ohtake - Curadoria: Adriano Pedrosa, Lilia Schwarcz, Tomás Toledo
- “⦿”- Galeria Leme - Curadoria: Catarina Duncan
- "Pretatitude" - Sesc Ribeirão Preto/ Sesc São Carlos - Curadoria: Claudinei Roberto da Silva

2017
- "Iwaya Community Art Festival"- Lagos, Nigeria
- "13ª e 14ª turmas da Residência Artística" - Red Bull Station SP
- "Narrativas do Invisível" - Mostra Rumos 2015/1016 - Itaú Cultural
- "Construcciones Posibles" - Curadoria: Maria Teresa Rojas - Espacio de Arte Manzana 1 - Santa Cruz de la Sierra, Bolivia

2016
- Abre Alas - Galeria A Gentil Carioca - Curadoria de Adriana Varejão, Paula Borghi e André Sheik

2014
- “Hóspedes do Presente” - CentroCentro Cibeles de Cultura y Ciudadanía - Madrid, Espanha - Curadoria de Marta Soul

2012
- Paraty em Foco - Festival Internacional de Fotografia - Paraty, RJ

## Prêmios / Bolsas
- 2019 - 7º Prêmio Indústria Nacional Marcantonio Vilaça
- 2018 - Bolsa ZUM de Fotografia - Instituto Moreira Salles (IMS)
- 2016 - Programa “Rumos” Itaú Cultural 2015/2016 - projeto: “Pontes sobre Abismos”

## Residências Artísticas
- 2017 - ICAF/Lagos - AIR Program - Vernacular Art-space Laboratory Foundation - Nigeria
- 2017 - 13º Residência Artística Red Bull Station SP
- 2016 - Estamos (muito) Abertos – Ateliê397 SP
- 2015 - Residência de Artes Visuais com Agnaldo Farias e Dora Longo Bahia – Festival de Artes Serrinha (SP)

## Festivais de Cinema
2020
- Berlinale - Festival Internacional de Cinema de Berlim - Forum Expanded

2019
- IFFR - International Film Festival Rotterdam - Perspectives - "Soul in the eye: Zózimo Bulbul's legacy and contemporary black Brazilian cinema" (Alma no Olho: o legado de Zózimo Bulbul e o Cinema Negro Brasileiro Contemporâneo) - curadoria: Janaína Oliveira
- 17th Africa Film Festival - Cologne, Alemanha
- Kugoma Forum Cinema - Maputo, Moçambique
- Africa in Motion Film Festival - Glasgow, Escócia
- forumdoc.bh - Belo Horizonte, Brasil

2018
- 20º Fest Curtas BH - "Cinema Negro: Capítulos de uma História Fragmentada" - Curadoria de Heitor Augusto

## Outros
- 2017 - concepção artística da "Ocupação Conceição Evaristo" - Itaú Cultural

## Coleções Públicas e Privadas
Museu de Arte de São Paulo/MASP, Museu de Arte do Rio/MAR, Itaú Cultural